# Couepia
Couepia is een geslacht uit de familie Chrysobalanaceae. De soorten komen voor van Mexico tot in tropisch Zuid-Amerika.

## Soorten
- Couepia belemii Prance
- Couepia bernardii Prance
- Couepia bondarii Prance
- Couepia bracteosa Benth.
- Couepia brevistaminea Barb.Silva & Antar
- Couepia carautae Prance
- Couepia caryophylloides Benoist
- Couepia cataractae Ducke
- Couepia chrysocalyx (Poepp.) Benth. ex Hook.f.
- Couepia cidiana Prance
- Couepia coarctata Prance
- Couepia comosa Benth.
- Couepia eriantha Spruce ex Hook.f.
- Couepia excelsa Ducke
- Couepia exflexa Fanshawe & Maguire
- Couepia froesii Prance
- Couepia glabra Prance
- Couepia grandiflora (Mart. & Zucc.) Benth. ex Hook.f.
- Couepia guianensis Aubl.
- Couepia habrantha Standl.
- Couepia hallwachsiae D.Santam. & Lagom.
- Couepia hondurasensis Prance
- Couepia impressa Prance
- Couepia insignis Fritsch
- Couepia janzenii D.Santam. & Lagom.
- Couepia joaquinae Prance
- Couepia krukovii Standl.
- Couepia latifolia Standl.
- Couepia leitaofilhoi Prance
- Couepia longipetiolata Prance
- Couepia macrophylla Spruce ex Hook.f.
- Couepia magnoliifolia Benth. ex Hook.f.
- Couepia maguirei Prance
- Couepia marleneae Prance
- Couepia martini Prance
- Couepia meridionalis Prance
- Couepia monteclarensis Prance
- Couepia morii Prance
- Couepia multiflora Benth.
- Couepia nutans Prance
- Couepia obovata Ducke
- Couepia osaensis Aguilar & D.Santam.
- Couepia ovalifolia (Schott) Benth. ex Hook.f.
- Couepia oxossii Amorim & Asprino
- Couepia paraensis (Mart. & Zucc.) Benth.
- Couepia parvifolia Prance
- Couepia pernambucensis Prance
- Couepia polyandra (Kunth) Rose
- Couepia rankiniae Prance
- Couepia reflexa Ducke
- Couepia robusta Huber
- Couepia rufa Ducke
- Couepia sandwithii Prance
- Couepia schottii Fritsch
- Couepia scottmorii Prance
- Couepia spicata Ducke
- Couepia stipularis Ducke
- Couepia subcordata Benth. ex Hook.f.
- Couepia trapezioana Cuatrec.
- Couepia uiti (Mart. & Zucc.) Benth. ex Hook.f.
- Couepia ulei Pilg.
- Couepia venosa Prance
- Couepia williamsii J.F.Macbr.